# ایر کارگو گلوبال
ایر کارگو گلوبال (انگلیسی: Air Cargo Global) شرکت هواپیمایی اسلواکی است، که در سال ۲۰۱۳ تأسیس شد.